# 亚硫酸铯
亚硫酸铯是一种无机化合物，化学式为Cs2SO3，易溶于水，微溶于乙醇。它和硝普铯反应，可以得到暗红色的Cs4Fe(CN)5NOSO3晶体。它在二氧化硫中是一种碱，可以和氯化亚砜发生中和反应：
Cs2SO3 + SOCl2 → 2 CsCl + 2 SO2

## 拓展阅读
- Christian Archer, Jean Durand, Louis Cot, Jean Louis Galigne. . Canadian Journal of Chemistry. 1979-04-15, 57 (8): 899–903  [2021-10-22]. ISSN 0008-4042. doi:10.1139/v79-148 （英语）.